# Сім чудес Башкортостану
Сім чудес Башкортостану — конкурс для визначення семи пам'яток Башкортостану, проведений 2009 року.

## Акція
За прикладом проведеного в Москві в 2008 році конкурсу «Сім чудес Росії» в Башкортостані стало проведення у 2009 році програмою «Салям» телерадіокомпанією «Башкортостан» конкурсу «Сім чудес Башкортостану».
Для участі у конкурсі запропоновано 180 об'єктів у Башкортостані, які набрали найбільшу кількість голосів. За підсумками конкурсу обрано сім об'єктів.
У Башкирському видавництві «Китап» виданий фотоальбом «Сім чудес Башкортостану», складений на 3-х мовах - російською, башкирською та англійською. У фотоальбомі 7 розділів, в кожному з яких розповідається про одне з башкирських чудес.

## Топ-7
В золотий список семи пам'яток — семи чудес Башкортостану увійшли:
- пам'ятник Салавату Юлаєву в Уфі;
- курай;
- епос «Урал-батир»;
- печера Шульган-Таш;
- башкирський мед — унікальність башкирського меду полягає в його смаку і особливих цілющих властивостях. Мед збирається з дуже рідкісних видів рослин (типчак, горицвіт весняний, тимофіївка степова, полин шовковистий, простріл розкритий, ковила волосиста, оносма проста, чебрець, овсець пустельний, василистник, айстра альпійська) особливим видом бджіл. В Башкортостані збереглося бортьове бджільництво (видобуток дикого лісового меду);
- гора Янгантау («палаюча гора» в перекладі з башкирська). На вершині цієї гори на висоті 413 метрів над рівнем моря розташовується курорт «Янган-Тау». Це єдине відоме в Росії родовище гарячих газів, що виділяються з надр у вигляді сухих і пароповітряних струменів;
- Красноусольські мінеральні джерела.